# Ikosagontal
Ikosagontal är en sorts figurtal som representerar en ikosagon. Det n:te ikosagontalet ges av formeln
{\displaystyle {\frac {18n^{2}-16n}{2}}}
De första ikosagontalen är:
0, 1, 20, 57, 112, 185, 276, 385, 512, 657, 820, 1001, 1200, 1417, 1652, 1905, 2176, 2465, 2772, 3097, 3440, 3801, 4180, 4577, 4992, 5425, 5876, 6345, 6832, 7337, 7860, 8401, 8960, 9537, 10132, 10745, 11376, 12025, 12692, 13377, 14080, … (talföljd A051872 i OEIS)